# Campylaspis pumila
Campylaspis pumila är en kräftdjursart som beskrevs av Gamo 1960. Campylaspis pumila ingår i släktet Campylaspis och familjen Nannastacidae. Inga underarter finns listade i Catalogue of Life.